# Danh sách tập phim Haikyu!! - Chàng khổng lồ tí hon
Đây là danh sách các tập phim từ manga dài kỳ Haikyu!! - Chàng khổng lồ tí hon của họa sĩ Furudate Haruichi.

## Danh sách tập

### Mùa 1
| #  | Tên tập phim                                                                                     | Ngày phát sóng gốc  |
| -- | ------------------------------------------------------------------------------------------------ | ------------------- |
| 1  | "Kết thúc và Sự khởi đầu" "Owari to Hajimari" (終わりと始まり)                                   | 6 tháng 4 năm 2014  |
| 2  | "CLB Bóng chuyền Cao Trung Karasuno" "Karasuno kōkō Haikyūbu" (烏野高校排球部)                   | 13 tháng 4 năm 2014 |
| 3  | "Đồng minh mạnh nhất!!" "Saikyō no mikata" (最強の味方)                                          | 20 tháng 4 năm 2014 |
| 4  | "Góc nhìn từ đỉnh cao" "Itadaki no Keshiki" (頂の景色)                                           | 27 tháng 4 năm 2014 |
| 5  | "Nỗi lo lắng của kẻ nhút nhát" "Shōshinmono No Kinchō" (小心者の緊張)                            | 4 tháng 5 năm 2014  |
| 6  | "Một đội thú vị" "Omoshiroi Chīmu" (面白いチーム)                                                | 11 tháng 5 năm 2014 |
| 7  | "VS "Đại đế vương"" "VS Daiō-sama" (VS 大王様)                                                   | 18 tháng 5 năm 2014 |
| 8  | "Kẻ được gọi là "Ace"" ""Ēsu" to Yobareru Hito" ("エース"と呼ばれる人)                           | 25 tháng 5 năm 2014 |
| 9  | "Chuyền bóng cho "Ace"" "Ēsu e no tosu" (エースへのトス)                                         | 1 tháng 6 năm 2014  |
| 10 | "Lòng ngưỡng mộ" "Akogare" (憧れ)                                                                | 8 tháng 6 năm 2014  |
| 11 | "Quyết định" "Ketsudan" (決断)                                                                   | 15 tháng 6 năm 2014 |
| 12 | "Mèo - quạ tái ngộ" "Neko to karasu no Saikai" (ネコとカラスの再会)                              | 22 tháng 6 năm 2014 |
| 13 | "Thiên địch" "Kōtekishu" (好敵手)                                                                | 29 tháng 6 năm 2014 |
| 14 | "Những đối thủ đáng gờm" "Kyōteki-tachi" (強敵たち)                                              | 6 tháng 7 năm 2014  |
| 15 | "Hồi sinh" "Fukkatsu" (復活)                                                                     | 13 tháng 7 năm 2014 |
| 16 | "Kẻ thắng người thua" "Shousha to Haisha" (勝者と敗者)                                           | 20 tháng 7 năm 2014 |
| 17 | "Bức tường sắt" "Teppeki" (鉄壁)                                                                 | 27 tháng 7 năm 2014 |
| 18 | "Bảo vệ sau lưng" "Senaka no Mamori" (背中の護り)                                                | 3 tháng 8 năm 2014  |
| 19 | "Nhạc trưởng" "Shikisha" (指揮者)                                                                | 10 tháng 8 năm 2014 |
| 20 | "Oikawa Tooru không phải là thiên tài" "Oikawa Tooru wa Tensai de wa Nai" (及川徹は天才ではない) | 17 tháng 8 năm 2014 |
| 21 | "Sức mạnh thật sự của một senpai" "Senpai no Jitsuryoku" (先輩の実力)                            | 24 tháng 8 năm 2014 |
| 22 | "Tiến hóa" "Shinka" (進化)                                                                       | 31 tháng 8 năm 2014 |
| 23 | "Một điểm lật ngược tình thế" "Nagare o Kaeru Ippon" (流れを変える一本)                          | 7 tháng 9 năm 2014  |
| 24 | "Vị vua không còn cô độc" "Nugu "Kodoku no Ou-sama"" (脱・"孤独の王様")                          | 14 tháng 9 năm 2014 |
| 25 | "Ngày thứ ba" "Mikkame" (三日目)                                                                 | 21 tháng 9 năm 2014 |

### Mùa 2
| #  | Tên tập phim                                                                                             | Ngày phát sóng gốc   |
| -- | --- | -------------------- |
| 1  | "Cùng đến Tokyo nào!!" "Rettsu gō Tōkyō!!" (レッツゴートーキョー!!)                                      | 4 tháng 10 năm 2015  |
| 2  | "Ánh mặt trời trực diện" "Chokusha nikkō" (直射日光)                                                     | 11 tháng 10 năm 2015 |
| 3  | "Người làng B" ""Murabito B"" (“村人B”)                                                                  | 18 tháng 10 năm 2015 |
| 4  | "Ace trung tâm" ""Sentā ēsu"" (“センターエース”)                                                         | 25 tháng 10 năm 2015 |
| 5  | "Tham vọng" ""Yoku"" (『欲』)                                                                            | 1 tháng 11 năm 2015  |
| 6  | "Nhịp điệu!" ""Tenpo"" (“テンポ”)                                                                        | 8 tháng 11 năm 2015  |
| 7  | "Trăng mọc" "Tsukinode" (月の出)                                                                         | 15 tháng 11 năm 2015 |
| 8  | "Anh hùng ảo ảnh" "Genkaku hīrō" (幻覚ヒーロー)                                                          | 22 tháng 11 năm 2015 |
| 9  | "Vs "cái ô"" "VS "Kasa"" (VS“傘”)                                                                        | 29 tháng 11 năm 2015 |
| 10 | "Bánh răng" "Haguruma" (歯車)                                                                            | 5 tháng 12 năm 2015  |
| 11 | "Trên cao" ""Ue"" (“上”)                                                                                 | 12 tháng 12 năm 2015 |
| 12 | "Hãy bắt đầu giải đấu nào!" "Shiai Kaishi" (試合開始!!)                                                  | 19 tháng 12 năm 2015 |
| 13 | "Một sức mạnh đơn giản và thuần khiết" "Shinpuru de junsui na chikara" (シンプルで純粋な力)              | 26 tháng 12 năm 2015 |
| 14 | "Vẫn đang phát triễn" "Sodachizagari" (育ち盛り)                                                         | 10 tháng 1 năm 2016  |
| 15 | "Nơi để chơi" "Asobiba" (アソビバ)                                                                       | 17 tháng 1 năm 2016  |
| 16 | "Kế tiếp" "Tsugi e" (次へ)                                                                               | 24 tháng 1 năm 2016  |
| 17 | "Trận đấu thiếu đi sức mạnh của ý chí" "Konjou nashi no Tatakai" (根性無しの戦い)                        | 31 tháng 1 năm 2016  |
| 18 | "Kẻ bại trận" "Haibokusha-tachi" (敗北者達)                                                              | 7 tháng 2 năm 2016   |
| 19 | "Bức tường sắt cứ được dựng lên không ngừng" "Teppeki wa Nando demo Kizukareru" (鉄壁は何度でも築かれる) | 14 tháng 2 năm 2016  |
| 20 | "Trả thù" "Fusshoku" (払拭)                                                                              | 21 tháng 2 năm 2016  |
| 21 | "Kẻ hủy diệt" "Kowashi-ya" (壊し屋)                                                                      | 28 tháng 2 năm 2016  |
| 22 | "Cuộc chiến của kẻ hèn" "Moto okubyōmono no tatakai" (元・根性無しの戦い)                                | 6 tháng 3 năm 2016   |
| 23 | "Team" ""Chīmu"" (“チーム”)                                                                              | 13 tháng 3 năm 2016  |
| 24 | "Sự thay đổi giới hạn tuyệt đối" "Kyokugen suitchi" (極限スイッチ)                                       | 20 tháng 3 năm 2016  |
| 25 | "Tuyên chiến" "Sensen fukoku" (宣戦布告)                                                                 | 27 tháng 3 năm 2016  |

### Mùa 3
| #  | Tên tập phim                                                                   | Ngày phát sóng gốc   |
| -- | ------------------------------------------------------------------------------ | -------------------- |
| 51 | "Lời chào hỏi" "Goaisatsu" (ごあいさつ)                                        | 8 tháng 10 năm 2016  |
| 52 | "Mối đe dọa từ "cánh trái"" ""Hidari" no kyōi" (“左”の脅威)                    | 15 tháng 10 năm 2016 |
| 53 | "Con quái vật phỏng đoán" (GUESS・MONSTER)                                     | 22 tháng 10 năm 2016 |
| 54 | "Nguyệt luân" "Tsuki no wa" (月の輪)                                           | 29 tháng 10 năm 2016 |
| 55 | "Cá nhân VS tập thể" "Ko vs. kazu" (個VS数)                                    | 5 tháng 11 năm 2016  |
| 56 | "Biến đổi hóa học trong cuộc gặp gỡ" "Deai no kagaku henka" (出会いの化学変化) | 12 tháng 11 năm 2016 |
| 57 | "Nỗi ám ảnh" "Kodawari" (こだわり)                                             | 19 tháng 11 năm 2016 |
| 58 | "Tên phiền phức" "Iya na otoko" (嫌な男)                                       | 26 tháng 11 năm 2016 |
| 59 | "Những chàng ngốc bóng chuyền" "Barē baka-tachi" (バレー馬鹿たち)              | 3 tháng 12 năm 2016  |
| 60 | "Trận đấu của quan niệm" "Konseputo no tatakai" (コンセプトの戦い)             | 12 tháng 10 năm 2016 |

### Mùa 4
| #  | Tên tập phim                                | Ngày phát sóng gốc   |
| -- | ------------------------------------------- | -------------------- |
| 61 | "Jiko shōkai" (自己紹介)                    | 10 tháng 1 năm 2020  |
| 62 | "Maigo" (迷子)                              | 17 tháng 1 năm 2020  |
| 63 | "Shiten" (視点)                             | 24 tháng 1 năm 2020  |
| 64 | ""Raku"" ("楽")                             | 31 tháng 1 năm 2020  |
| 65 | "Kūfuku" (空腹)                             | 7 tháng 2 năm 2020   |
| 66 | "Kōyō" (昂揚)                               | 14 tháng 2 năm 2020  |
| 67 | "Henkan" (返還)                             | 21 tháng 2 năm 2020  |
| 68 | "Charenjā" (チャレンジャー)                 | 28 tháng 2 năm 2020  |
| 69 | "Sorezore no yoru" (それぞれの夜)           | 6 tháng 3 năm 2020   |
| 70 | "Sensen" (戦線)                             | 13 tháng 3 năm 2020  |
| 71 | "Tsunagareru chansu" (繋がれるチャンス)     | 20 tháng 3 năm 2020  |
| 72 | "Senretsu" (鮮烈)                           | 27 tháng 3 năm 2020  |
| 73 | "Futsuka-me" (2日目)                        | 3 tháng 4 năm 2020   |
| 74 | "Rizumu" (リズム)                           | 2 tháng 10 năm 2020  |
| 75 | "Mitsukeru" (見つける)                      | 9 tháng 10 năm 2020  |
| 76 | "Shitsuren" (失恋)                          | 16 tháng 10 năm 2020 |
| 77 | "Neko VS saru" (ネコＶＳサル)               | 23 tháng 10 năm 2020 |
| 78 | "Wana" (罠)                                 | 30 tháng 10 năm 2020 |
| 79 | "Saikyō no chōsen-sha" (最強の挑戦者)       | 7 tháng 11 năm 2020  |
| 80 | "Kashira" (頭)                              | 14 tháng 11 năm 2020 |
| 81 | "Hīrō" (ヒーロー)                           | 21 tháng 11 năm 2020 |
| 82 | "Hāken" (ハーケン)                          | 28 tháng 11 năm 2020 |
| 83 | "Shizukanaru ō no tanjō" (静かなる王の誕生) | 5 tháng 12 năm 2020  |
| 84 | "Bakemon-tachi no utage" (バケモンたちの宴) | 12 tháng 12 năm 2020 |
| 85 | "Yakusoku no chi" (約束の地)                | 19 tháng 12 năm 2020 |